# Hydrelia flavostrigata
Hydrelia flavostrigata är en fjärilsart som beskrevs av Donovan 1806. Hydrelia flavostrigata ingår i släktet Hydrelia och familjen mätare. Inga underarter finns listade i Catalogue of Life.